# +Lhaca
+Lhaca（ラカ）は、Microsoft Windowsで動作するLhasa系の圧縮解凍ソフトウェア。2000年1月7日に公開された。
外部DLLが不要であり解凍だけでなく圧縮もドラッグ・アンド・ドロップ操作で可能となっているため、インストールや使用時の操作が簡素である。2004年と2005年の窓の杜ソフトウェア年間ダウンロード数総合1位だった。

## バリエーション
+Lhacaにはいくつかのバリエーションがある。
+Lhaca 0.7x系
LHAとZIPに機能を特化した、シンプルでバイナリのファイルサイズも小さいもの。
+Lhaca 0.9x系（機能拡張版）
0.7x系に自己解凍形式の生成、パスワード付きZIPなどに対応したもの。
+Lhaca 1.2x系（デラックス版）
0.9x系にCAB、GZ、Z、BZ2、TAR、TGZ、TAZ、TBZ、JAR、ARJ、RARの解凍、CAB、TGZ、TBZ、TARの圧縮などを追加したもの。

## 沿革
LZHとZIPを扱うDOS用コマンドラインツールとして、1991年6月に「LhaZip」が開発された。LhaZipは1992年7月に開発終了となったが、1999年10月より開発が再開され、Visual C++ 6.0を用いてLhasa系のツールに書き換える方向となった。その後、2000年1月7日にバージョン0.53が完成するとともに、名前が「+Lhaca」に変更され、「Lhasaの後継ソフト」を目指すソフトウェアとして一般公開された。Lhasaが展開にのみ対応したところを圧縮にも対応したことで、「DLL不要の簡単圧縮・解凍ソフト」のジャンルを確立したことが評価され、同年に窓の杜大賞を受賞した。
バージョン0.7x台までアップデートされた後、同2000年6月に自己解凍形式とパスワード付きZIPに対応したバージョン0.8x台を「+Lhaca 0.8x系」（のちの0.9x系）としてリリースした。ただし、開発理念である「闇雲に高機能を目指さず、本当に必要な機能だけを盛り込んで軽く作る」に基づき、0.7x系にはこれらの機能を盛り込まず、0.8x系をその「補助版」とした。その後、2000年10月にさらに機能を追加した+Lhaca 1.0x系（デラックス版、のちの1.1x系、1.2x系）をリリースした。
+Lhacaは人気を博し、2004年と2005年には窓の杜ソフトウェア年間ダウンロード数総合1位になったが、Lhaplusに取って代わられる形で失速し、2008年にはランキング外（10位未満）となった。
2007年6月、+Lhaca 1.20にバッファオーバーフローによる任意コード実行脆弱性が発見された。これを利用して攻撃を行うLZHファイルの実在も確認された。その後、脆弱性に対策したバージョン1.21が6月27日に、バージョン1.23が7月2日に公開された。
+Lhacaのパッケージ版として、開発者の許可を得たデネット社が「+Lhaca Pro」をリリースしていたが、2016年2月29日をもってサポートが終了した。